# سیارک ۲۷۹۸۶
سیارک ۲۷۹۸۶ (به انگلیسی: 27986 Hanus، نامگذاری:1997VV2) بیست و هفت هزار و نهصد و هشتاد و ششمین سیارک کشف شده‌است که در ۴ نوامبر ۱۹۹۷ کشف شد.